# Ethan Phillips
Ethan Phillips (n. 8 februarie 1955, Garden City, Hempstead⁠(d), New York, SUA) este un actor american și dramaturg. Este cel mai cunoscut pentru rolul lui Neelix în serialul Star Trek: Voyager și ca specialistul în relații publice Pete Downey din Benson.
Phillips a jucat în peste cincizeci de filme, începând cu Ragtime (regia Miloš Forman). A jucat apoi în filme ca For Richer or Poorer, Jeffrey, The Shadow, Wagons East, The Man Without a Face, Green Card, Lean On Me, Critters, Bloodhounds of Broadway, The Island, Bad Santa sau The Babysitters. Printre cele mai recente filme în care a jucat se numără Shadow Witness, Audrey, Inside Llewyn Davis, Irrational Man sau  The Purge: Election Year.

## Filmografie

### Film
| An   | Film                                                             | Rol                            | Note        |
| ---- | ---------------------------------------------------------------- | ------------------------------ | ----------- |
| 1981 | Ragtime (Vremuri de restriște)                                   | Paznic la Casa Familiei        |             |
| 1986 | Critters (Monștrii)                                              | Jeff Barnes                    |             |
| 1987 | Burglar (Hoața)                                                  | Bartender at Parker's on Fifth |             |
| 1989 | Lean on Me (Directorul)                                          | Mr. Rosenberg                  |             |
| 1989 | Glory (Glorie )                                                  | Hospital Steward               |             |
| 1989 | Bloodhounds of Broadway (Mișmașuri pe Broadway)                  | Basil Valentine                |             |
| 1990 | Green Card (Carte verde)                                         | Gorsky, INS agent              |             |
| 1991 | Critters 3 (Monștrii 3)                                          | Deputy                         |             |
| 1993 | Rain Without Thunder (Ploaie liniștită)                          | Gynecologist                   |             |
| 1993 | The Man Without a Face (Omul fără chip)                          | Todd Lansing                   |             |
| 1994 | The Shadow (Umbra)                                               | Nelson                         |             |
| 1994 | Wagons East (La loc comanda!)                                    | CMMDR. S. L. Smedly            |             |
| 1995 | Jeffrey                                                          | Dave                           |             |
| 1996 | Star Trek: First Contact (Star Trek: Primul contact)             | Holodeck Nightclub Maitre d'   | nemenționat |
| 1997 | Trekkies                                                         | Rolul său                      |             |
| 1997 | For Richer or Poorer (La bine și la rău)                         | Jerry                          |             |
| 1998 | The Battery                                                      | Bernard                        | Scurtmetraj |
| 2000 | Endsville                                                        | Terry Festinger                |             |
| 2000 | 9mm of Love                                                      | Guy                            |             |
| 2002 | The Wild Thornberrys Movie (Familia Thornberry în Africa)        | Loris                          | nemenționat |
| 2003 | Rugrats Go Wild (Gașca Rugrat în vacanță)                        | Toa                            | Voce        |
| 2003 | Bad Santa (Moșul cel rău)                                        | Roger Merman                   |             |
| 2004 | Trekkies 2                                                       | Rolul său                      | Documentar  |
| 2004 | Geeks                                                            | Rolul său                      | Documentar  |
| 2005 | The Island (Insula)                                              | Jones Three Echo               |             |
| 2006 | Chestnut: Hero of Central Park (Cum să ascunzi un câine în N.Y.) | Marty                          |             |
| 2007 | Keith                                                            | Mr. Miles                      |             |
| 2007 | Have Dreams, Will Travel                                         | Businessman                    |             |
| 2007 | The Babysitters                                                  | Mark Kessler                   |             |
| 2007 | Out of Omaha (California Dreaming)                               | Wayne Porter                   |             |
| 2009 | Dahmer Vs. Gacy                                                  | X-13                           |             |
| 2012 | Arachnoquake                                                     | Roy                            |             |
| 2012 | The Adventures of RoboRex                                        | Randy Jenkins                  |             |
| 2013 | Inside Llewyn Davis                                              | Mitch Gorfein                  |             |
| 2014 | Audrey                                                           | Donny                          |             |
| 2015 | Irrational Man (În lipsa rațiunii)                               | Jill's Father                  |             |
| 2016 | The Purge: Election Year (Noaptea judecății: Alegerile)          | Chief Couper                   |             |
| 2016 | Miles                                                            | Mr. Wilson                     |             |
| 2017 | Future '38                                                       | Dr. Elcourt                    |             |
| 2018 | Most Likely to Murder                                            | Dad                            |             |

### Televiziune
| An         | Film                           | Rol                                   | Note                                                          |
| ---------- | ------------------------------ | ------------------------------------- | ------------------------------------------------------------- |
| 1980–1985  | Benson                         | Peter 'Pete' John Downey              | Sezoanele 2-6                                                 |
| 1983       | One Life to Live               | Mr. Darrin                            | 2 episoade                                                    |
| 1983       | Hart to Hart                   | Redstone                              | Episodul: "Pandora Has Wings"                                 |
| 1985       | Three's a Crowd                | Ronnie Pine                           | Episodul: "Jack Gets Trashed"                                 |
| 1985       | The Twilight Zone              | Deaver                                | Segmentul: "Devil's Alphabet"                                 |
| 1986       | Hunter                         | State Department Man                  | Episodul: "High Noon in L.A."                                 |
| 1987       | Outlaws                        | Vernon Buckley                        | Episodul: "Jackpot"                                           |
| 1987       | Werewolf                       | Eddy Armando                          |                                                               |
| 1990       | Star Trek: The Next Generation | Dr. Farek                             | Episodul: "Ménage à Troi"                                     |
| 1990       | Doogie Howser, M.D.            | Advertiser                            | Episodul: "Ask Dr. Doogie"                                    |
| 1990, 1993 | L.A. Law                       | Dr. Sam Waibel, Marvin Pick           | 2 episoade                                                    |
| 1991       | Father Dowling Mysteries       | Leonard Spalding                      | Episodul: "The Monkey Business Mystery"                       |
| 1991       | Murphy Brown                   | Richard Cooper                        | Episodul: "Everytime It Rains... You Get Wet"                 |
| 1992       | Law & Order                    | Mark Hauser                           | Episodul: "Helpless"                                          |
| 1993       | NYPD Blue                      | Dwight                                | Episodul: "True Confessions"                                  |
| 1994       | The Mommies                    | Omelette Chef                         | Episodul: "Mommies Day"                                       |
| 1995       | Platypus Man                   | Vern Tuttle                           | Episodul: "Pilot"                                             |
| 1995–2001  | Star Trek: Voyager             | Neelix                                | Rol principal, 170 de episoade                                |
| 1995       | Maybe This Time                | Douglas                               | Episodul: "Judgment Day"                                      |
| 1996       | Chicago Hope                   | Bob Stewart                           | Episodul: "Sexual Perversity in Chicago Hope"                 |
| 1996       | Homeboys in Outer Space        | Inspector 17                          | Episodul: "House Party or, Play That Funky White Music Droid" |
| 1998       | From the Earth to the Moon     | Stanley Craig                         | miniserie TV Episode: "We Interrupt This Program"             |
| 1998       | The Lost World                 | Copy Boy                              | film TV                                                       |
| 2002       | Rugrats                        | Storyteller (voce)                    | Episodul: "Quiet, Please/Early Retirement"                    |
| 2002       | Star Trek: Enterprise          | Ulis, group leader of Ferengi thieves | Episodul: "Acquisition"                                       |
| 2002       | Rocket Power                   | Shop Owner (voce)                     | Episodul: "Less Than Full Otto/Card Sharked"                  |
| 2002       | Half & Half                    | Dr. Adelman                           | Episodul: "The Big Award Episode"                             |
| 2002       | Providence                     | Finch                                 | Episodul: "Truth and Consequences"                            |
| 2003       | Touched by an Angel            | Wally                                 | Episodul: "The Show Must Not Go On"                           |
| 2003       | Rock Me Baby                   | The Doctor                            | Episodul: "Pretty in Pink Eye"                                |
| 2004       | 8 Simple Rules                 | Dave                                  | Episodul: "YMCA"                                              |
| 2004       | JAG                            | Mr. Worley                            | Episodul: "Take It Like a Man"                                |
| 2004       | Arrested Development           | Military Officer                      | Episodul: "Whistler's Mother"                                 |
| 2004       | Oliver Beene                   | Mr. Stitt                             | 2 episoade                                                    |
| 2005       | Las Vegas                      | Gabe Labrador                         | Episodul: "Double Down, Triple Threat"                        |
| 2006       | Numb3rs                        | Profesor Leonard                      | Episodul: "Double Down"                                       |
| 2006       | Criminal Minds                 | Marvin Doyle                          | Episodul: "A Real Rain"                                       |
| 2006       | Boston Legal                   | Michael Schiller                      | 3 episoade                                                    |
| 2006       | The War at Home                | Bob Cooper                            | Episodul: "Be Careful What You Ask For"                       |
| 2007       | Cavemen                        | Red Goldreyer                         |                                                               |
| 2007       | Super Sweet 16: The Movie      | Craig                                 | film TV                                                       |
| 2007       | Hallowed Ground                | Preacher                              | film TV                                                       |
| 2007       | Star Trek: Of Gods and Men     | Data Clerk                            | Miniserie TV                                                  |
| 2008       | Eli Stone                      | Principal Ackerman                    | Episodul: "I Want Your Sex"                                   |
| 2008       | Bones                          | Checker Box Manager                   | Episodul: "The Wannabe in the Weeds"                          |
| 2008       | Pushing Daisies                | Daniel Hill                           | Episodul: "Robbing Hood"                                      |
| 2009       | Mental                         | Hollis Breyer                         | Episodul: "Book of Judges"                                    |
| 2009       | True Blood                     | Parish Coroner                        | Episodul: "Shake and Fingerpop" nemenționat                   |
| 2010       | Rizzoli & Isles                | John J. Murray                        | Episodul: "I Kissed a Girl"                                   |
| 2010       | The Good Guys                  | Alphonse LaViolette                   | Episodul: "Common Enemies"                                    |
| 2010       | The Middle                     | Chairman                              | Episodul: "The Quarry"                                        |
| 2010       | Days of Our Lives              | Mr. Satterfield                       | Episodul #1.11456                                             |
| 2011       | Castle                         | James Farnham                         | Episode: "The Final Nail"                                     |
| 2011       | The Mentalist                  | Newsome Kirk                          | Episodul: "The Red Mile"                                      |
| 2011       | The Young and the Restless     | Nelson McGinnis                       | Episodul: "Tucker Is Taken Off Life Support"                  |
| 2011       | Chuck                          | Woodley                               | Episodul: "Chuck Versus the Zoom"                             |
| 2012       | Arachnoquake                   | Roy                                   | film TV                                                       |
| 2014       | Deadbeat                       | Jack Donaldson                        | Episodul: "Calamityville Horror"                              |
| 2015       | Veep                           | Mr. Wallace                           | 2 episoade                                                    |
| 2016       | The Good Wife                  | Dr. Morris Weiner                     | Episodul: "Tracks"                                            |
| 2016       | All the Way                    | Joe Alsop                             | film TV nemenționat                                           |
| 2016–2017  | Girls                          | Keith                                 | 5 episoade                                                    |
| 2016       | Younger                        | Paul                                  | Episodul: "Summer Friday"                                     |
| 2018       | Dallas & Robo                  | Bob (voce)                            | Episodul: "I Was a Teenage Cannibal Biker"                    |
| 2018       | Better Call Saul               | Judge Benedict Munsinger              |                                                               |
| 2018       | New Amsterdam                  | Dan Marken                            | Episodul: "Anthropocene"                                      |
| 2020       | Avenue 5                       | Spike Williams                        | Rol principal                                                 |

### Teatru
| An   | Piesă de teatru              | Rol              | Teatru                  |
| ---- | ---------------------------- | ---------------- | ----------------------- |
| 1992 | My Favorite Year             | Herb Lee         | Vivian Beaumont Theater |
| 2008 | November                     | Turkey Rep       | Ethel Barrymore Theatre |
| 2014 | All the Way                  | Stanley Levison  | Neil Simon Theatre      |
| 2017 | Junk: The Golden Age of Debt | Murray Lefkowitz | Vivian Beaumont Theater |

### Jocuri video
| An   | Titlu                                  | Rol                                                                          | Note |
| ---- | -------------------------------------- | ---------------------------------------------------------------------------- | ---- |
| 2000 | Star Trek: Voyager – Elite Force       | Neelix                                                                       | Voce |
| 2000 | Star Wars: Force Commander             | Transport Pilot, Governor of Abridon                                         | Voce |
| 2001 | Star Wars: Galactic Battlegrounds      | Empire Medical Droid, Krantian Governor, Royal Grenade Trooper               | Voce |
| 2003 | Star Wars: Knights of the Old Republic | Galon Lor (Korriban), Tamlen, Hrakert Mercenary, Dantooine Civilian, Various | Voce |
| 2004 | Syphon Filter: The Omega Strain        | Broussard, Canadian Prime Minister                                           | Voce |
| 2014 | Star Trek Online                       | Neelix                                                                       | Voce |

## Legături externe
- Ethan Phillips la Internet Movie Database